# گیزلا اولن
گیزلا اولن (آلمانی: Gisela Uhlen; ۱۶ مهٔ ۱۹۱۹ – ۱۶ ژانویهٔ ۲۰۰۷) یک هنرپیشه و فیلم‌نامه‌نویس اهل آلمان بود.
از فیلم‌ها یا برنامه‌های تلویزیونی که وی در آنها نقش داشته‌است می‌توان به رامبرانت، ازدواج ماریا براون، روتشیلدها، سرنوشت و توتوی قهرمان اشاره کرد.